# Aérodrome de Tadjoura
L'aéroport de Tadjoura est un aéroport desservant la ville de Tadjoura, une ville portuaire dans la région de Tadjoura, au centre-nord de Djibouti.

## Situation
| \| 100 km1:5 610 000 \|Djibouti · Ambouli Ali-Sabieh Assa-Gueyla Chabelley Dikhil Herkale Moucha Obock Tadjoura |
| 100 km1:5 610 000                                                                                               |